# Volotjysk
Volotjysk (ukrainska: Волочиськ uttal (fil); ryska: Волочиск, Volotjisk) är en stad i Ukraina. Den är belägen i Chmelnytskyj oblast och har omkring 32 000 invånare.